# Coleophora antennariella
Coleophora antennariella é uma espécie de mariposa do gênero Coleophora pertencente à família Coleophoridae.